# Brackett-Serie

Termschema des Wasserstoffatoms

Als Brackett-Serie wird die Folge von Spektrallinien im Spektrum des Wasserstoffatoms bezeichnet, deren unteres Energieniveau in der N-Schale liegt.
Weitere Serien sind die Lyman-, Balmer- (vgl. auch Ausführungen dort), Paschen-, Pfund- und die Humphreys-Serie.

## Spektrum
Die Spektrallinien der Brackett-Serie liegen allesamt im infraroten Bereich des Lichts. Sie wurden im Jahr 1922 von dem US-amerikanischen Astronomen Frederick Sumner Brackett entdeckt.
| n                | 5      | 6      | 7      | 8      | 9      | {\displaystyle \infty } |
| Wellenlänge (nm) | 4052,5 | 2625,9 | 2166,1 | 1945,1 | 1818,1 | 1458,0                  |

## Mathematische Beschreibung
Die Wellenzahlen der Spektrallinien sind durch die Formel
{\displaystyle {\tilde {\nu }}=R_{\infty }\left({1 \over 4^{2}}-{1 \over n^{2}}\right)}
gegeben. Darin sind 
{\displaystyle R_{\infty }=1{,}097\,373\,157\cdot 10^{7}\,{\mathrm {m^{-1}} }}
die Rydberg-Konstante und {\displaystyle n} ganze Zahlen größer 4.
Die Wellenzahl lässt sich durch die Beziehung
{\displaystyle \lambda ={\frac {1}{\tilde {\nu }}}}
in die Wellenlänge, bzw. durch
{\displaystyle E={\tilde {\nu }}\cdot c\cdot h}
in die Energie des zugehörigen Photons umrechnen. In letzterer Formel sind {\displaystyle c} die Lichtgeschwindigkeit und {\displaystyle h} die Planck-Konstante.